# Гере (округ)
Гере́ (фр. Guéret) — округ (фр. Arrondissement) во Франции, один из округов департамента Крёз (регион Новая Аквитания). Префектура — Гере.
Население округа на 2006 год составляло 84 448 человек. Плотность населения составляет 28 чел./км². Площадь округа — 3027 км².